# 特里索比奥
特里索比奥（義大利語：Trisobbio），是意大利亚历山德里亚省的一个市镇。总面积9.39平方公里，人口679人，人口密度72.3人/平方公里（2009年）。ISTAT代码为006176。